# Tunisz elfoglalása (1574)
Tunisz elfoglalása 1574-ben az Oszmán Birodalom utolsó nagy hódítása volt Spanyolország kárára. Tunisz elestével eldőlt, hogy Észak-Afrika nem keresztény, hanem muzulmán fennhatóságú terület lesz, és ezzel befejeződött az I. Izabella kasztíliai királynő és II. Ferdinánd aragóniai király korában kezdődött spanyol hódítás a régióban.
Tuniszt először 1534-ben foglalták el a törökök Hajreddin Barbarossa pasa vezetésével. Egy évvel később V. Károly német-római császár visszafoglalta a várost, és létrehozott egy garnizont. 1569-ben Algír kormányzója, Ulucs Ali pasa ismét török kézre juttatta Tuniszt. Négy év múlva ismét fordult a kocka, 1573 októberében, a lepantói csata után két évvel Don Juan de Austria visszaszerezte a várost.
1574-ben I. Vilmos orániai herceg és IX. Károly francia király – François de Noailles, Dax protestánsbarát püspökének közbenjárásával – arra kérte II. Szelimet, hogy nyisson új frontot a katolikus II. Fülöp spanyol király ellen. A szultán követe arra buzdította a hollandokat, hogy vegyék fel a kapcsolatot az andalúziai moriszkókkal és az algíri kalózokkal. II. Szelim ezen túl flottát küldött Tunisz ellen.
Tunisz tengerparti erdőjéhez, La Goletához az ottománok 250-300 hajóval és hetvenezer emberrel érkeztek. A haderő parancsnoka Szinán pasa és az immár kapudán pasa tisztséget elnyert Ulucs Ali volt. A tengeri sereghez csatlakozott az algíri kormányzó harmincezer embere. A várost hétezer ember védte: Tunisz parancsnoka Gabrio Serbelloni, La Goletáé, Don Pedro Portocarerro volt, akit a vereség után Isztambulba vittek fogolyként, de meghalt az úton.
A város szeptember 13-án elesett. Don Juan de Austria nápolyi és szicíliai gályákkal megpróbálta felszabadítani a várost, de a kedvezőtlen időjárás miatt a kísérlet kudarcba fulladt. A spanyol udvar, mivel pénzszűkében volt a nyolcvanéves háború miatt, más segítséget nem tudott küldeni.
A La Goleta felmentésére induló keresztény seregben szolgált Miguel de Cervantes, aki később azt írta, hogy a törökök 22 rohamot indítottak az erőd ellen, és ezekben 25 ezer embert vesztettek. A védők közül 300-an maradtak életben.

## Fordítás
Ez a szócikk részben vagy egészben  a   Conquest of Tunis (1574) című angol Wikipédia-szócikk ezen változatának fordításán alapul.  Az eredeti cikk szerkesztőit annak laptörténete sorolja fel. Ez a jelzés csupán a megfogalmazás eredetét és a szerzői jogokat jelzi, nem szolgál a cikkben szereplő információk forrásmegjelöléseként.